# 15 juin 1917
Le vendredi 15 juin 1917 est le 166e jour de l'année 1917.

## Naissances
- Charles Chilton (mort le 2 janvier 2013), présentateur et producteur à la BBC, romancier britannique
- Francis Vian (mort le 16 août 2008), helléniste français
- John B. Fenn (mort le 10 décembre 2010), chimiste américain
- Lash LaRue (mort le 21 mai 1996), acteur américain
- Marc Toledano (mort le 30 octobre 1986), écrivain et résistant français
- René Justrabo (mort le 6 août 2013), homme politique de l'Algérie française

## Décès
- Friedrich Robert Helmert (né le 31 juillet 1843), géodésien allemand
- Kristian Birkeland (né le 13 décembre 1867), physicien norvégien